# Melinis tenuissima
Melinis tenuissima är en gräsart som beskrevs av Otto Stapf. Melinis tenuissima ingår i släktet Melinis och familjen gräs. Inga underarter finns listade i Catalogue of Life.